# Champagne Molotov
Gli Champagne Molotov sono stati un gruppo musicale pop rock italiano.

## Storia
Con questa denominazione nel 1974 Enrico Ruggeri e Silvio Capeccia avevano formato un gruppo di rock decadente, il cui stile si rifaceva al repertorio di David Bowie e Lou Reed.
Nel periodo dei primi Champagne Molotov (1975) Ruggeri compone, su musica di Capeccia, Living Home, che diventerà, nella seconda stesura intitolata Vivo da re, una delle sue prime canzoni importanti.
Nel 1977 la band si fonde con i Trifoglio dando vita ai Decibel, con conseguente cambio di formazione.
Nel 1980 Ruggeri comincia la sua carriera solista e a partire dal 1981 riprende il nome Champagne Molotov per il suo primo album, e dal 1983 per denominare il gruppo di musicisti che accompagnano Ruggeri come turnisti; tra essi sono da citare i due fratelli Stefania e Luigi Schiavone (quest'ultimo proveniente dai Kaos rock), Renato Meli, bassista dei Jo Squillo Eletrix. Marcello Catalano dal 1983 al 1985 Alberto Rocchetti (con esperienze nei Rokketti e ne La seconda Genesi) e Luigi Fiore, batterista con Alberto nel gruppo del fratello, Santino Rocchetti.
Dopo un contratto con la stessa casa discografica di cui fa parte Ruggeri, la CGD, il debutto avviene con una canzone, C'è la neve, che partecipa al Festivalbar vincendo la sezione Giovani "Disco Verde" ed avendo un discreto riscontro soprattutto radiofonico; il brano si caratterizza per le sonorità rock della chitarra di Schiavone.
Dopo il passaggio alla EMI Italiana, nel 1985 il gruppo partecipa al Festival di Sanremo (sezione Giovani) con il brano Volti nella noia, scritto da Enrico Ruggeri per il testo e da Schiavone e Rocchetti per la musica.
Il gruppo si scioglie nel 1989, per motivi vari. Alberto entra nel gruppo di Vasco Rossi; Stefania (diventata moglie di Renato Meli) si dedica alla famiglia e all'insegnamento; Renato diventa discografico mentre Luigi Schiavone incide alcuni album come solista, continuando comunque a collaborare con Ruggeri così come Luigi Fiore.
Il 28 gennaio 2011 si sono riuniti, suonando a Milano, con alla voce il cantante Scream, al posto Alberto Rocchetti.
Il 1º aprile 2011, al Phenomenon di Borgomanero, si è tenuto un concerto reunion, con la partecipazione alla voce di Enrico Ruggeri.

## Formazione
- Alberto Rocchetti: voce, tastiere
- Luigi Schiavone: chitarre, voce
- Stefania Schiavone: pianoforte
- Renato Meli: basso
- Luigi Fiore: batteria

## Discografia parziale
Singoli
- 1984 - C'è la neve/Quella porta chiusa (CGD, 10565)
- 1985 - Volti nella noia/In un tempo lontano (EMI Italiana, 1187037)

Partecipazioni
- 1984 - Enrico Ruggeri Presente
- 1985 - Enrico Ruggeri Tutto scorre
- 1986 - Enrico Ruggeri Difesa francese
- 1986 - Enrico Ruggeri Enrico VIII
- 1987 - Enrico Ruggeri Vai Rrouge!
- 1988 - Enrico Ruggeri La parola ai testimoni
- 1989 - Enrico Ruggeri Contatti